# Frauenurinal

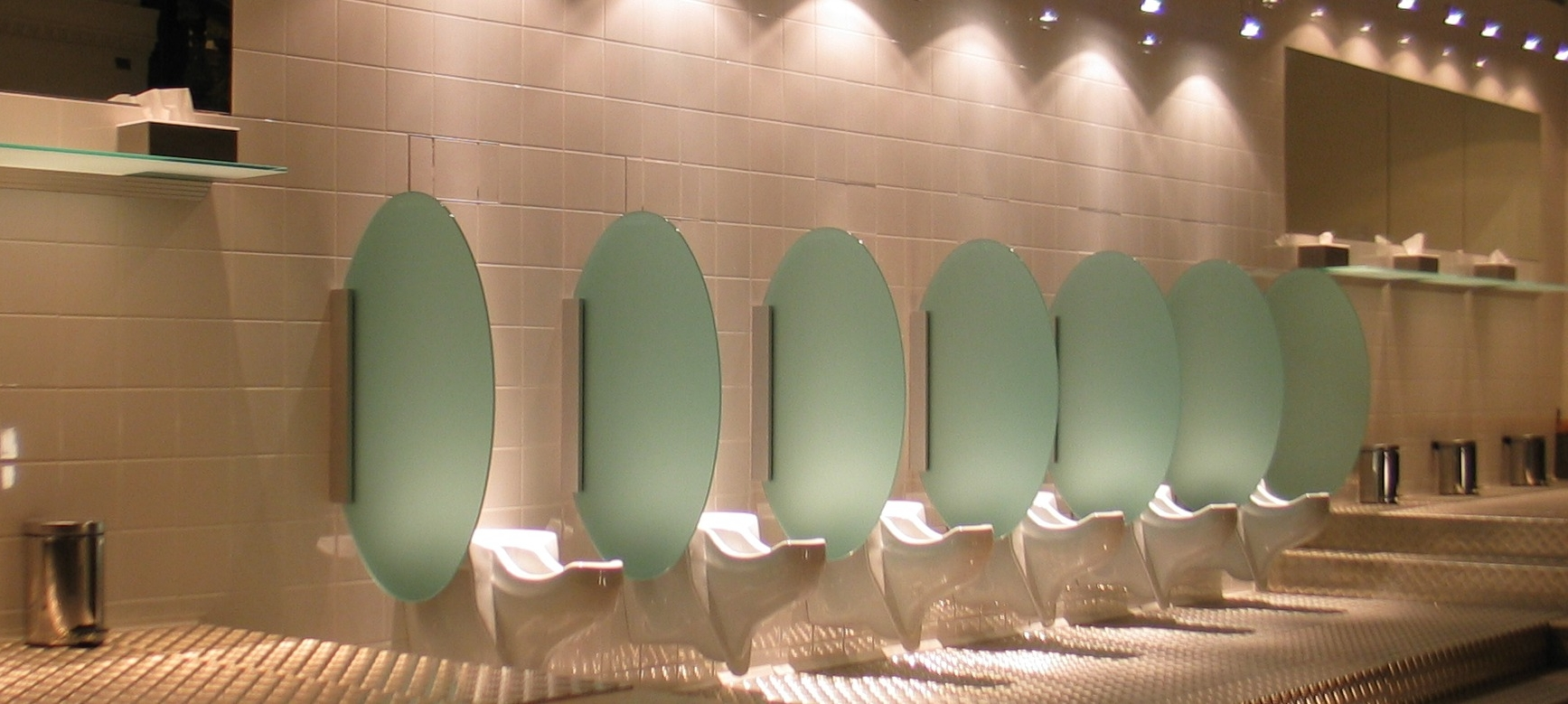
Moderne „Lady Loo“-Frauenurinale der Firma GBH in Malaysia, in offener Reihenanordnung mit Trennwänden

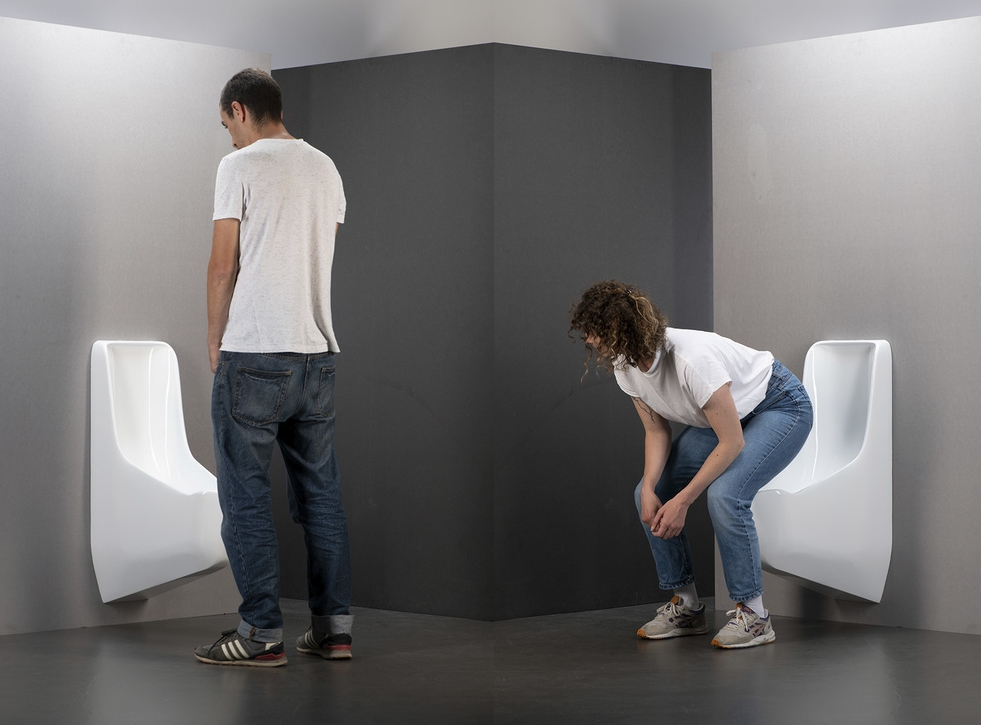
Das Unisex-Urinal „Urin*all“, welches von allen Geschlechtern genutzt werden kann

Ein Frauenurinal ist ein Urinal, welches an die anatomischen Voraussetzungen von Frauen angepasst ist, es ermöglicht die Miktion in aufrechter Körperhaltung und unter Vermeidung eines direkten Körperkontakts zum Objekt. Neben ausschließlich für Frauen konzipierten Urinalen werden von verschiedenen Anbietern Unisex-Urinale vertrieben, die gleichermaßen von Frauen und Männern benutzt werden können.
Urinale für Frauen und Unisex-Urinale sind insgesamt weitaus weniger verbreitet als reine Männerurinale, was zu einer Benachteiligung für Frauen im öffentlichen Raum führt und einen Gegenstand öffentlicher Debatte und Kritik darstellt. Seit den 2010er Jahren finden auch in westlichen Ländern Frauen- und Unisex-Urinale zunehmende Verbreitung, insbesondere bei mobilen Urinalen für Festivals und Veranstaltungen aber auch festinstalliert in öffentlichen Toiletten.

## Hintergrund
Die Erfindung und anfängliche Entwicklung des Urinals orientierte sich ausschließlich an männlichen Bedürfnissen, da allein für Männer eine Teilhabe am öffentlichen Raum vorgesehen war. Bereits Anfang des 20. Jahrhunderts wurden jedoch Modelle entwickelt, welche von Frauen oder von beiden Geschlechtern (bzw. Menschen mit Vulva) benutzt werden konnten. Mit wenigen Ausnahmen wurden diese Entwürfe jedoch nicht in die Massenfertigung überführt, da Betreiber öffentlicher Toiletten keinen Bedarf und Hersteller keinen Markt für diese, an die weibliche Anatomie, angepasste Produkte sahen (siehe Abschnitt: Geschichte). 
Durch den geringeren Platzbedarf und die umstandslosere Benutzung führen Urinale zu einer effizienteren Raumnutzung bei Männertoiletten, bei gleicher Raumgröße können diese von mehr Personen gleichzeitig benutzt werden. In der Folge kommt es oft zu einer längeren Nutzungsdauer mit längeren Wartezeiten für Frauen. Darüber hinaus werden im öffentlichen Raum in vielen Städten Urinale zur Verfügung gestellt, die kostenlos nutzbar sind, jedoch aufgrund ihrer Bauweise nur von Männern (bzw. Menschen mit Penis) genutzt werden können. Die von Frauen nutzbaren Toiletten hingegen finden sich seltener und sind kostenpflichtig.
Diese Ungleichverteilung bezüglich der Anzahl und Nutzungsqualität geht mit klaren Einschränkungen im öffentlichen Leben für Frauen und entsprechend mit geschlechtsbezogenen Benachteiligungen einher. Die über viele Jahrzehnte hingenommene Situation wurde seit der Jahrtausendwende zunehmend als Problem erkannt und thematisiert. Der Forderung von Frauen nach Gleichberechtigung wurde von Seiten der Politik entgegen gehalten, dass ein stärkeres Entgegenkommen und mehr Urinale für Männer dadurch gerechtfertigt seien, da diese sonst „wildpinkeln“ würden. Nachdem 2015 die Studentin Geerte Piening für „Wildpinkeln“ in Amsterdam eine Strafanzeige erhielt, als sie nach dem Feiern auf dem Nachhauseweg von der Polizei dafür angehalten wurde, führte dies zu größeren Protesten. Die Tatsache, dass gleiches Verhalten bei Männern nicht verfolgt wurde, obwohl kostenfreie Urinale in der Stadt verbreitet sind, wurde als diskriminierend empfunden. Im Rahmen sogenannter Zeikwijf-Proteste riefen Aktivistinnen-Gruppen in Amsterdam Frauen zum Wildpinkeln und zur Benutzung der eigentlich für Männer vorgesehenen Urinale auf, ähnliche Proteste und Aktionen fanden auch in anderen Städten wie Berlin statt. Die angestoßenen Debatten führten ab den 2010er Jahren zu einer Wiederbelebung des Konzepts von Frauen- bzw. Unisexurinalen, welche für alle Menschen gleichermaßen nutzbar sind.

### Körperhaltung von Frauen bei der Miktion
Für Entwurf und Planung von Frauenurinalen ist im Vorfeld die Frage von Relevanz, welche Körperhaltung und Benutzungsweise am ehesten den erwartbaren Bedürfnissen der Benutzerinnen entspricht.
In den 1970er Jahren wurden von Alexander Kira, Professor für Architektur und Experte für Sanitärwesen, an der Cornell University Studien zum Miktionsverhalten beider Geschlechter durchgeführt. Er verfolgte den Anspruch, Sanitärobjekte zu entwickeln, die auf den menschlichen Körper und seine Bedürfnisse angepasst sind und dabei auch mit konventionellen Gestaltungsvorgaben zu brechen. Auf einer klassischen Sitztoilette wird die „korrekte“ Benutzung durch die Form des Sanitärobjekts vorgegeben. Kira ging unter anderem der Frage nach, welche Körperpositionen Männer und Frauen vorzugsweise einnehmen, wenn keine äußeren Vorgaben erfolgen, beispielsweise bei der Miktion in freier Natur. Er untersuchte die Trajektorien des Urinstrahls und deren Kontrollierbarkeit sowie Bequemlichkeit und gesundheitliche Aspekte verschiedener Körperpositionen. Während Männer in der Regel in stehender Körperhaltung urinieren und den Strahl dabei, mit der Hand steuernd, nach vorne leiten, nehmen Frauen vorzugsweise eine Hockposition ein. Dabei wird der Strahl durch die Haltung des gesamten Körpers kontrolliert und ist senkrecht nach unten bis schräg nach vorne gerichtet. Diese Position ist für Frauen allgemein am bequemsten und geht mit der geringsten Sprühstreuung einher.
Hockpositionen können weiterhin in eine Vollhocke und eine Halbhocke differenziert werden. Bei einer Vollhocke sind die Beine maximal angewinkelt und das Gesäß wird bis auf Knöchelhöhe dem Boden angenähert. Der Urinstrahl ist bei dieser Körperhaltung tendenziell senkrecht abwärts bis leicht nach vorne gerichtet. Diese Haltung wird von einigen Frauen durch ein Zurücklehnen bei gleichzeitigem Abstützen mit den Händen variiert, wobei der Strahl stärker nach vorne gerichtet ist. In der Halbhocke, auch als Skifahr- oder Abfahrtsposition bezeichnet, befindet sich der Körper in einer eher stehenden Position mit leicht angewinkelten Beinen und nach vorne geneigtem Oberkörper. Der Urinstrahl ist bei dieser Körperhaltung tendenziell senkrecht abwärts bis leicht nach vorne gerichtet. Hockpositionen werden von Frauen bei der Miktion in der Natur, also außerhalb sanitärer Einrichtungen, eingenommen.
Alle gängigen Frauenurinale orientieren sich in ihrer Gestaltung an den von Frauen natürlicherweise eingenommenen Positionen und sind entsprechend für die Benutzung in – abhängig vom Modell – Halb- oder Vollhocke vorgesehen.
In einer von der Fachhochschule Gelsenkirchen in Kooperation mit der Hochschule der Künste Berlin durchgeführten Studie zum Benutzungsverhalten von Toiletten gab ein Großteil der Frauen an, diese in der Halbhocke zu benutzen:

„Nicht einmal jede zehnte Benutzerin einer öffentlichen Toilette setzt sich immer auf den Toilettensitz; 69 % vermeiden die Berührung grundsächlich. Um den Kontakt auszuschließen, greifen die Befragten in der Hauptsache zu zwei Methoden: 79 % derjenigen, die sich nicht auf den Toilettensitz setzen, benutzen die Toilette in der sogenannten ‚Skifahrhaltung‘, 17 % bedecken den WC-Sitz mit Papier.“

### Bauweise und Benutzung gängiger Frauenurinale
Die heute angebotenen Modelle orientieren sich in ihrem Aufbau an der vorgesehenen Körperhaltung bei der Benutzung. Wie oben ausgeführt kann dies die Halbhocke (die sogenannte Skifahrhaltung) oder die Vollhocke sein. Frauenurinale zur Benutzung in der Halbhocke sind meist an der Wand verankert und lehnen sich in Form und Gestaltung an Männerurinale an, sind jedoch stärker auf die weibliche Anatomie zugeschnitten.

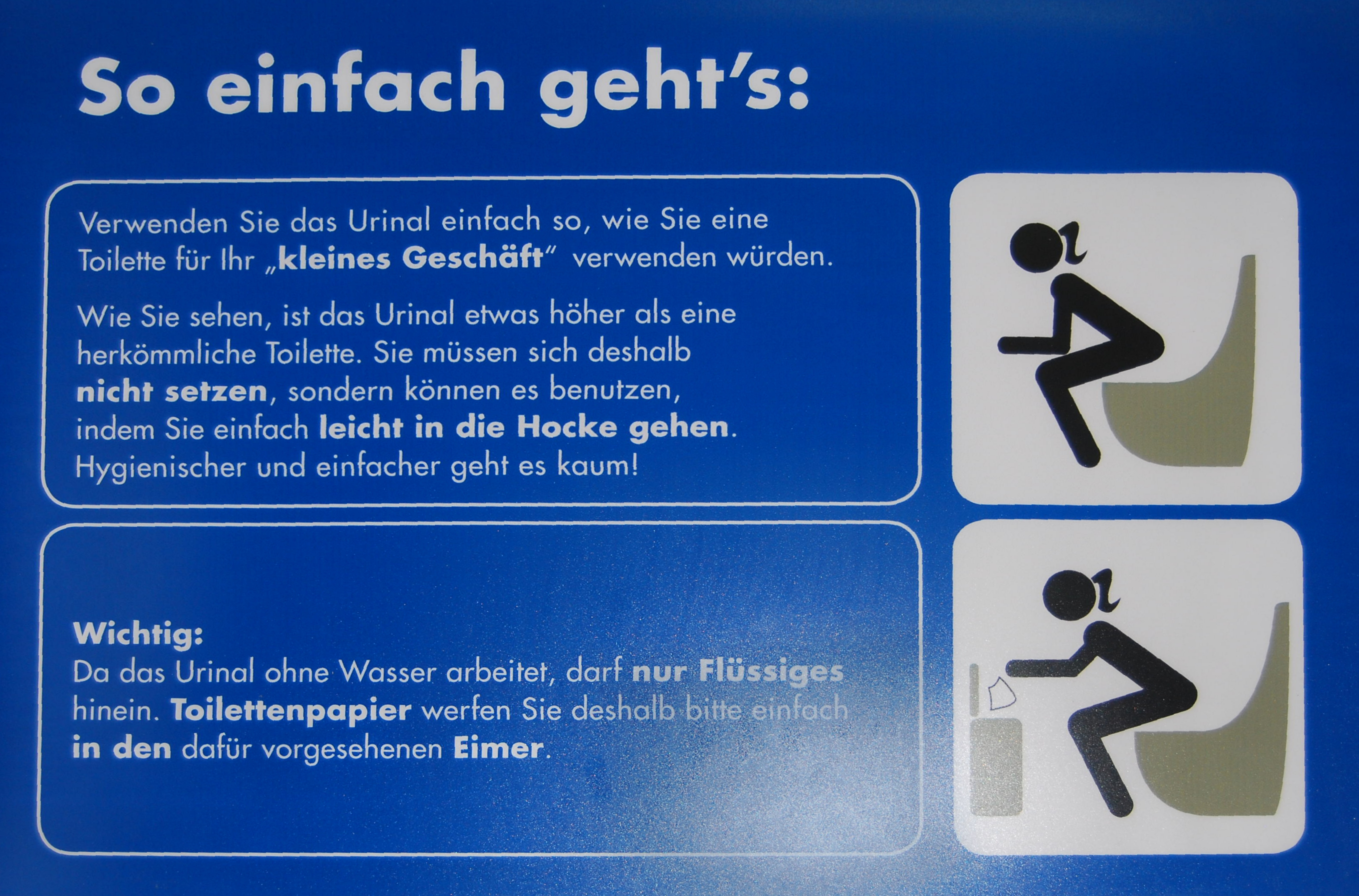
Hinweis zur Benutzung eines Frauenurinal in Halbhocke (Skifahrhaltung)

In der Studie von Alexandrowicz et al. wurden die Frauen auch befragt, in welcher Körperhaltung sie sich am besten die Benutzung eines Frauenurinals vorstellen könnten, 81 % gaben dabei stehend bzw. in Halbhocke/Skifahrhaltung an und nur 19 % bevorzugten eine sitzende bzw. tief hockende Körperhaltung.
Die meisten heute eingesetzten Modelle sind auch so konzipiert, dass sie rückwärtsgewandt in einer leichten Halbhocke, der so genannten „Skifahrhaltung“, benutzt werden. Diese orientiert sich an der Haltung, die Frauen in der Regel auf herkömmlichen öffentlichen Toiletten einnehmen, sofern diese verschmutzt sind beziehungsweise ein Körperkontakt nicht gewünscht ist.
Darüber hinaus bestehen Modelle, die in der Vollhocke benutzt werden. Diese sind flach in den Boden eingelassen. Seit 2018 gibt es in Deutschland das Missoir. Laut Hersteller soll die Benutzung in der Vollhocke der Position entsprechen, die Frauen üblicherweise in freier Natur einnehmen und zudem mit weniger Kraftakt verbunden sein, als bei der sonst üblichen „Skiposition“ bei herkömmlichen Toiletten oder bei wandhängenden Frauenurinalen. Das Missoir kann mobil auf temporären Veranstaltungen eingesetzt werden oder in vorhandene Toilettenräume eingebaut werden, als „überfälliges Pendant zum Pissoir“.
Beide konkurrierenden Bauweisen werden als praktikabel erachtet. Die Stadt Berlin führte 2023 eine einjährige Pilotphase für die zukünftige Integration von Frauen- bzw. Unisexurinalen in die öffentlichen Toiletten der Stadt durch, wobei sowohl das Urinal von Finizio (Unisex-Urinal, welches von Frauen in Skifahrer-Position genutzt wird) als auch das Hockurinal Missoir (neben klassischen Männer-Urinalen) gegeneinander getestet wurden. Beide Varianten wurden von den Nutzerinnen und Nutzern sehr gut angenommen, jeweils über 90 Prozent gaben an, dass die Benutzung der Urinale sehr oder eher praktikabel ist.

### Vorteile im Vergleich zur Toilette

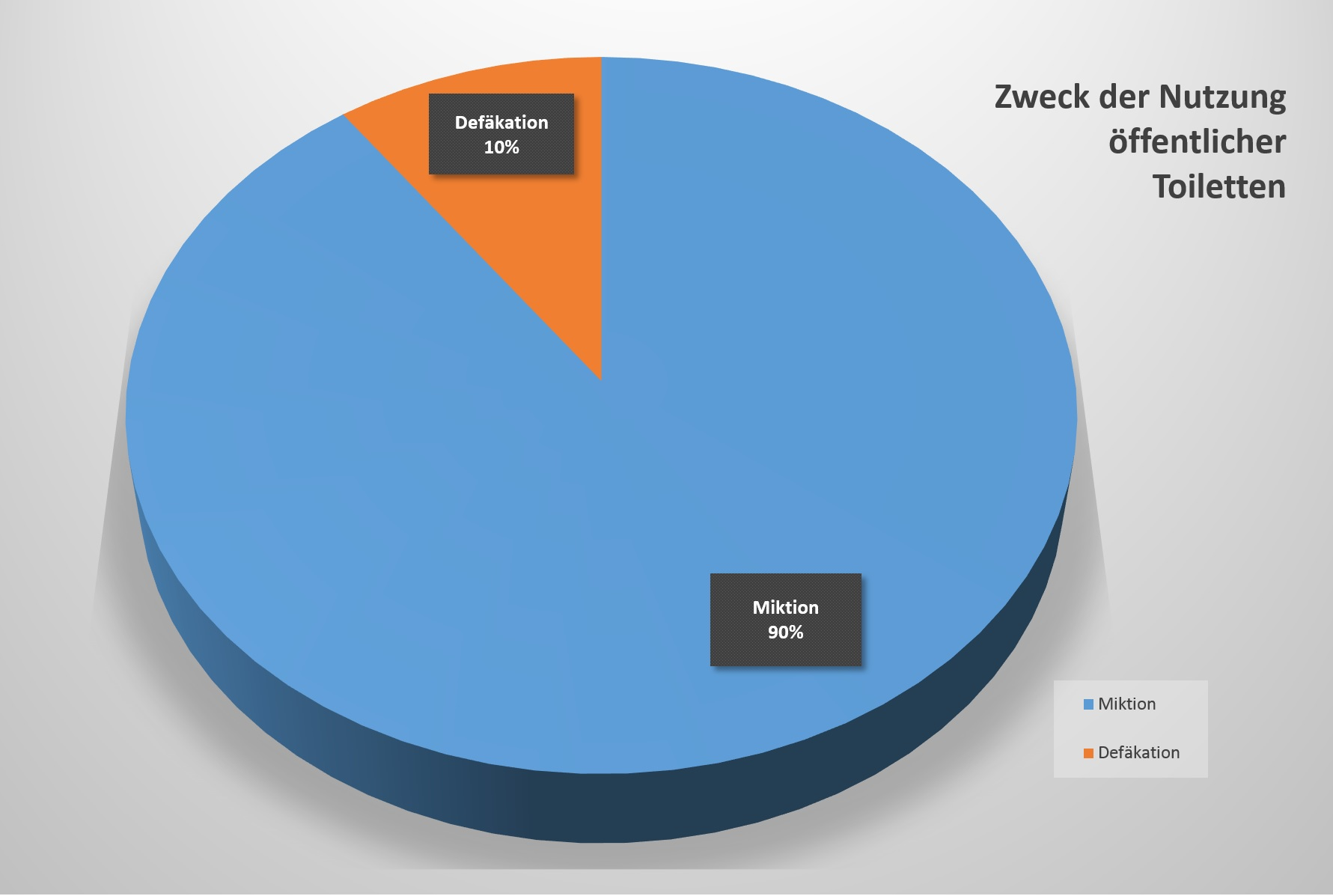
Öffentliche Toiletten werden überwiegend zum Zweck der Miktion aufgesucht

Urinale bieten gegenüber Toiletten sowohl im Unterhalt als auch in der Benutzung verschiedene Vorteile. So sind sie platzsparender anzubringen, auf der Grundfläche einer Toilettenkabine ließen sich mehrere Urinale installieren. Diese sind im Betrieb ökonomisch und ökologisch günstiger zu betreiben, da im Vergleich zur Toilette weniger Wasser beim Spülvorgang gebraucht wird; moderne Trockenurinale kommen sogar ohne Wasser aus. Für die Benutzerinnen ergibt sich der Vorteil eines hygienischeren, weil kontaktlosen, Miktionsvorgangs.
Durch die bei gleicher Grundfläche erhöhte Anzahl der Bedürfnisstätten ergibt sich ein schnellerer Ablauf mit kürzeren Wartezeiten vor öffentlichen Toiletten. Zu zirka 90 % werden öffentliche Toiletten ausschließlich für die Miktion (gegenüber der Defäkation) aufgesucht. Durch ein Ersetzen von Toiletten mit Urinalen wird die genutzte Fläche erhöht. So ergab eine Studie der Universität Ghent, dass durch den Einbau von Urinalen bis zu 30 % mehr Personen gleichzeitig die Toiletteneinrichtung nutzen können.
Damenurinale eignen sich besonders für den Einsatz in öffentlichen Toiletten, die zu Stoßzeiten hoch frequentiert sind und mit einem großen Andrang rechnen müssen, also primär in Einrichtungen wie Diskotheken, Clubs oder sonstigen Orten mit hohem Nutzeraufkommen zu Stoßzeiten. Darüber hinaus wurden mobile Frauenurinale für den Einsatz bei Open-Air-Veranstaltungen Festivals entwickelt sowie freistehende Urinale im öffentlichen Raum.
Eine 2011 in Australien durchgeführte Studie ergab, dass über die Hälfte der befragten Frauen ein Urinal benutzen würden, wenn dieses verfügbar wäre.
Zunehmend werden inzwischen Forderungen nach einer “urination equality” – einer Gleichberechtigung beim Pinkeln geltend gemacht. So sorgte eine Grassroots-Kampagne in den Niederlanden für Aufsehen, bei der Frauen die Urinale in Männertoiletten benutzten.

## Geschichte des Frauenurinals

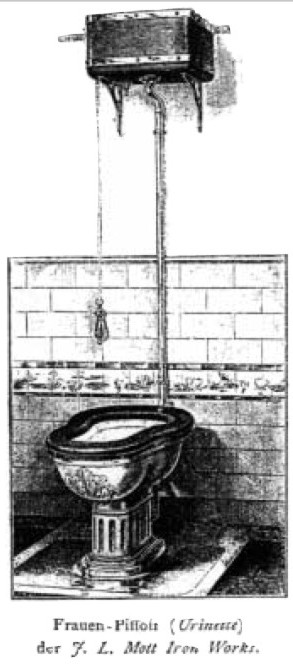
Amerikanisches Frauenurinal der Firma J.L. Mott Iron Works, 1897

Die Entwicklung in jüngerer Zeit, zunehmend Urinale für Frauen bzw. für die Benutzung durch beide Geschlechter zu schaffen, stellt keine Revolution des Sanitärbetriebs dar, wie dies von einigen Herstellern mitunter angedeutet wird. Vielmehr handelt es sich um die Renaissance eines Konzepts, dessen Wurzeln im 19. Jahrhundert liegen. So fanden in den Anfangstagen der öffentlichen Toiletten im ausgehenden 19. Jahrhundert Frauenurinale durchaus Verwendung; Urinale waren weniger als heutzutage ausschließlich mit Männertoiletten assoziiert. Das Handbuch der Architektur aus dem Jahr 1897 weist „Frauenurinale mit automatischer Spülung“ aus, wobei auch zu jener Zeit die Vorteile in der weniger aufwendigen Installation und der Wassereinsparung gesehen wurden:

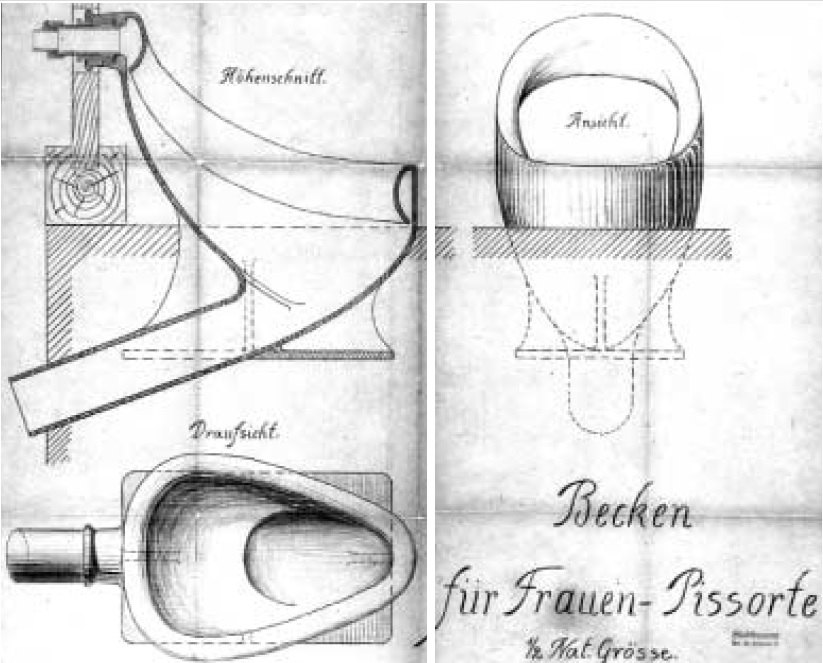
Skizze des Baustadtrats München eines Frauenurinal, geplant zur flächendeckenden Einführung in die öffentlichen Toiletten der Stadt, 1906

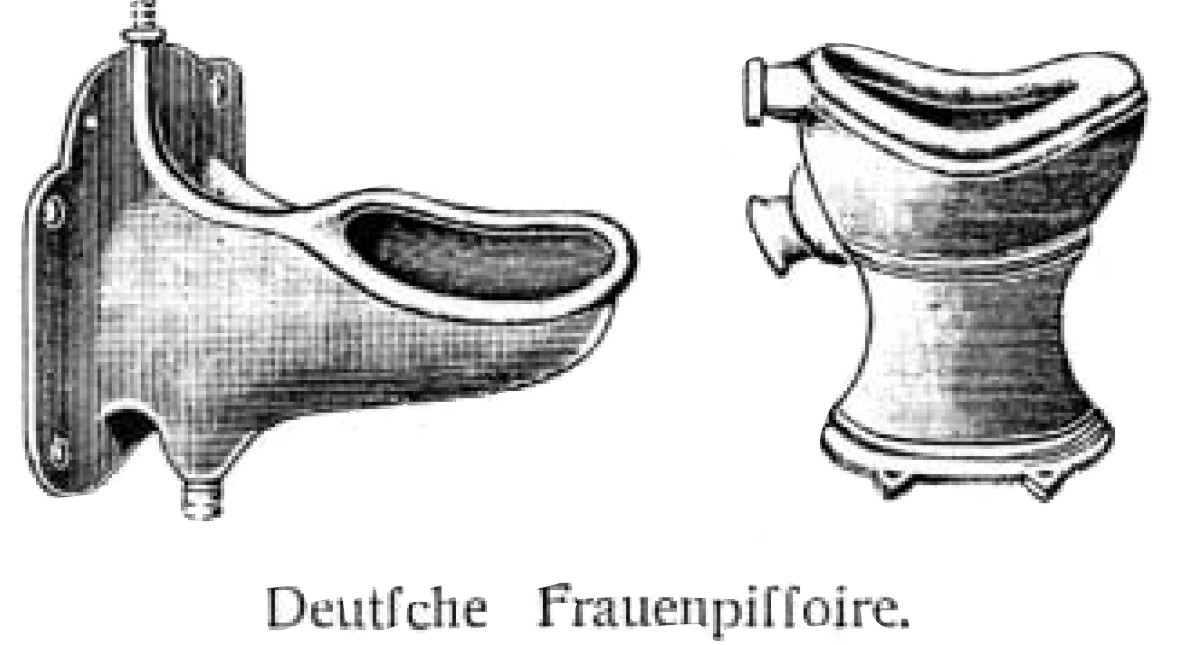
Frauenurinale (verm. von Villeroy und Boch), 1908

„„Dem Vorbilde Englands folgend, hat man in den letzten Jahren sogar Pissoirs für das weibliche Geschlecht mit Erfolg angewendet. Diese bestehen aus sog. ‚Urinettes‘ oder Porzellan-Sitzbecken mit automatischer Spülung und werden besonders in den Aborten von Eisenbahn-Wartesälen, in Geschäftsläden, wo viele Madchen beschäftigt sind, in Theatergebäuden, wo ein großer Chor oder großes Ballett besteht, eingerichtet. […] Solche ‚Urinettes‘ haben den großen Vortheil, daß sie dort aufgestellt werden können, wo ein 2-zölliges Abflußrohr vorhanden ist, wahrend die gewöhnlich von Frauen zum Urinieren benutzten Spülaborte ein 4-zölliges Abfallrohr verlangen.““

In Deutschland konnte sich das Frauenurinal zu jener Zeit nicht durchsetzen, sie wurden nur vereinzelt installiert. Im Jahr 1902 wurde in München auf Initiative des Stadtbauamts der Beschluss gefasst, Frauenurinale flächendeckend in öffentlichen Bedürfnisanstalten zu installieren. So findet sich in einem Schreiben an den Verwaltungsrat Kirchmair in Erläuterung des Plenarbeschlusses des Baumagistrats vom 13. Februar 1902:

„Es wurde von mehreren Seiten angeregt, die verschiedenen Klassen der Aborte aufzuheben, die Einrichtung gleichmäßig zu gestalten und für sämtliche Aborte, mit Ausnahme der Freiaborte, 5 Pfennig Gebühr zu verlangen (das entspricht der II. Klasse), ferner Freiaborte in allen bestehenden Aborten einzurichten. Auch wurde von der Errichtung von Damenpissoirs, wie sich solche in anderen Städten finden, gesprochen.“

Diese Idee wurde weiterverfolgt, so dass sich in den Unterlagen des Baustadtrats vom 13. Januar 1906 Pläne zur konkreten Umsetzung finden:

„Die Becken sollen aus Gußeisen hergestellt werden und mit Emailüberzug versehen sein. Ein Sitzbrett ist nicht vorzusehen. Hingegen dürfte sich vielleicht empfehlen, über dem Becken Messingstangen anzubringen, welche von einer Wand nach der anderen reichen und dort befestigt sind. Ältere und schwächliche Personen könnten an dieser Stange Halt gewinnen. Für beide Becken wäre eine intermittierende Spülung eventuell alle 10 Minuten vorzusehen. […] Für die ersten Versuche mit Aufstellung von «Frauenpißorten» dürfte es sich vielleicht empfehlen, die Standorte derselben in der Nähe von Spielplätzen zu wählen, damit Kindermädchen oder sonstige die Aufsicht über die Kinder führende weibliche Personen dieselben benützen könnten.“

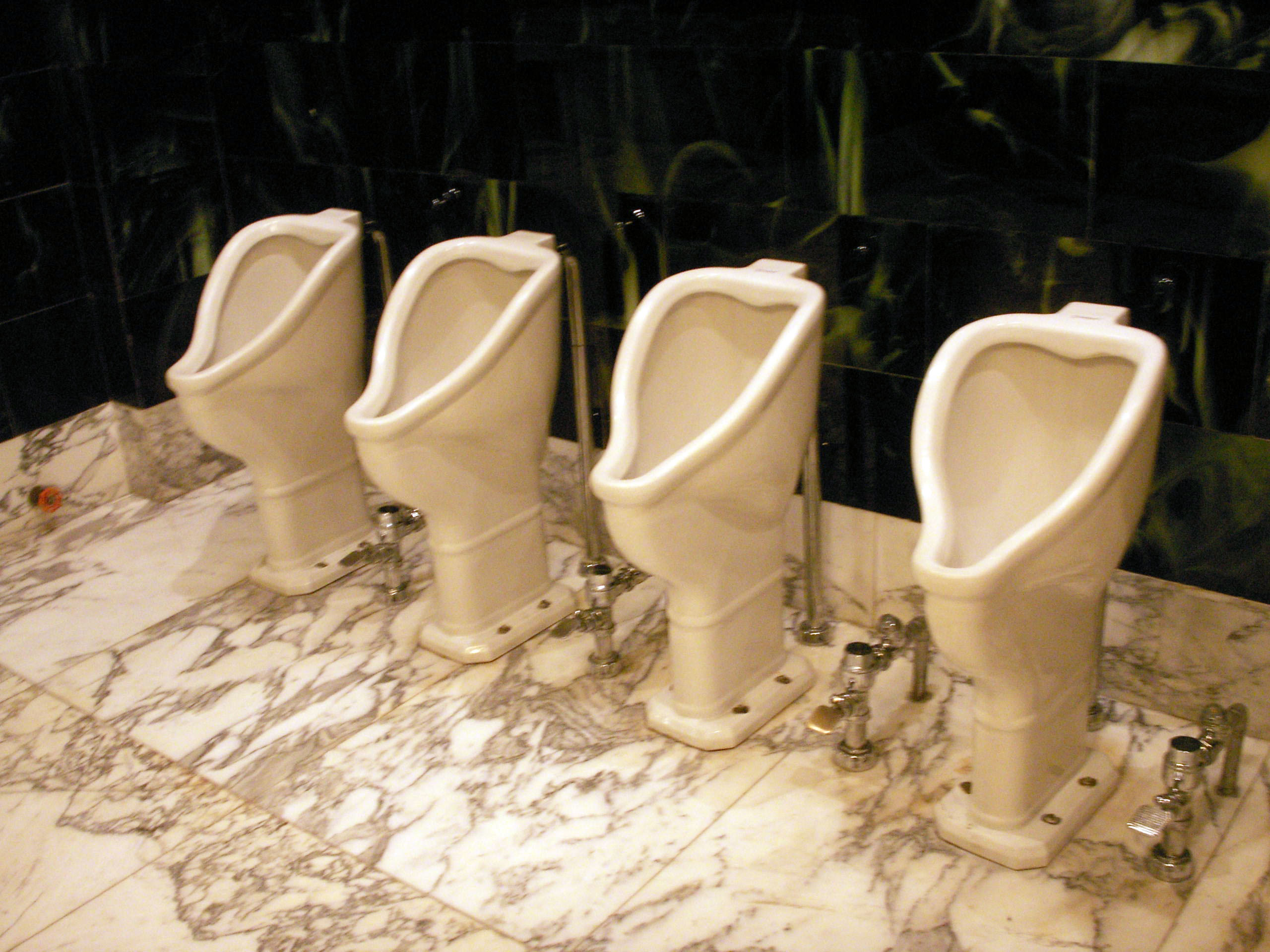
Frauenurinale der amerikanischen Firma Manstone aus den 1940er Jahren

In dem Architekturführer „München und seine Bauten“ von 1912 wurden im Kapitel „Bedürfnissanstalten“ die Frauenurinale in drei öffentlichen Toiletten (Lerchenfeldstraße, Ottostraße und Max-Weber-Platz) erwähnt. Diese waren, im Gegensatz zu den eigentlichen Toiletten, als „Freiaborte“, also zur kostenfreien Nutzung vorgesehen. Diese erfreuten sich großer Beliebtheit und wurden hochfrequentiert. Im Laufe der 1910er Jahre wurde der Ausbau nicht weiter vorangetrieben, wohl auch da durch die kostenfreie Nutzung der Stadtkasse Gelder entgingen. Schließlich wurden die Freiaborte für Frauen in kostenpflichtige Anstalten umgewandelt. Ein Antrag von einer ersten weiblichen Stadträtin Münchens im Jahr 1922 auf Wiedereinführung dieser Freiaborte wurde von der rein männlich besetzten Direktion der Bade- und Bedürfnisanstalten schon im Ansatz abgewehrt.
Die Entwicklungen des frühen 20. Jahrhunderts wurden nun in Deutschland nicht weiterverfolgt; diese ersten Ansätze gerieten zunehmend in Vergessenheit. Bis in die 1970er Jahre waren in den USA Frauenurinale im Sortiment verschiedener Hersteller vorhanden, unter Anderen das Sanistand von American Standard Companies. Verschiedene Projektideen und Prototypen wurden in den 1980er und 1990er Jahren entwickelt, wie beispielsweise das FEMMEpissoire der amerikanischen Architektin und Designerin Yolande Daniels. Diese wurden jedoch allesamt nicht über das Entwurfsstadium hinaus produziert.
Erst seit der Jahrtausendwende und mit einem zunehmenden Bewusstsein für Geschlechtergerechtigkeit auch im Sanitärbereich wurde das Konzept „wiederentdeckt“ und es kamen Frauenurinale wieder vermehrt zum Einsatz, so dass mittlerweile verschiedene Hersteller diese in Serie produzieren und vertreiben.

## Modelle und Einsatzbereiche

### Frauenurinale für öffentliche Toiletten
In den 1990er Jahren wurden etliche Prototypen für Damenurinale entwickelt, von denen es letztlich nur drei zur Marktreife schafften und heute Verwendung finden: das „Lady P“ von Sphinx Sanitair, das „Lady Loo“ von GBH sowie das „Girly“ von Ceramica Catalano, welches mit mehreren Designpreisen ausgezeichnet wurde.
Im Jahr 2011 wurden in Frankfurt am Main auf den öffentlichen Toiletten testweise Frauenurinale eingeführt.
Die meisten heute auf dem Markt erhältlichen Damenurinale sind wandmontiert und werden in einer halbhohen, „skifahrenden“ Position verwendet. In der Vergangenheit gab es Modelle, die in einer vollen Hocke verwendet wurden (ähnlich wie asiatische Hocktoiletten) wie die „Peeandgo“ von Chen-Karlsson, die sich aber nicht am Markt etablieren konnten.

### Mobile Frauenurinale für den Außeneinsatz
Insbesondere bei Großveranstaltungen unter freiem Himmel übersteigt die Nachfrage sehr oft die Verfügbarkeit öffentlicher Toiletten. Dies führt zu langen Schlangen und damit verbundenen Wartezeiten, oftmals unzureichenden hygienischen Verhältnissen in den portablen Toiletten sowie zum „Wildpinkeln“ außerhalb dafür vorgesehener Einrichtungen. Diesem Bedarf kommen in den letzten Jahren zunehmend mobile Frauenurinale für den Außeneinsatz nach. Diese sind schnell zu errichten und kommen ohne Wasserspülung aus.

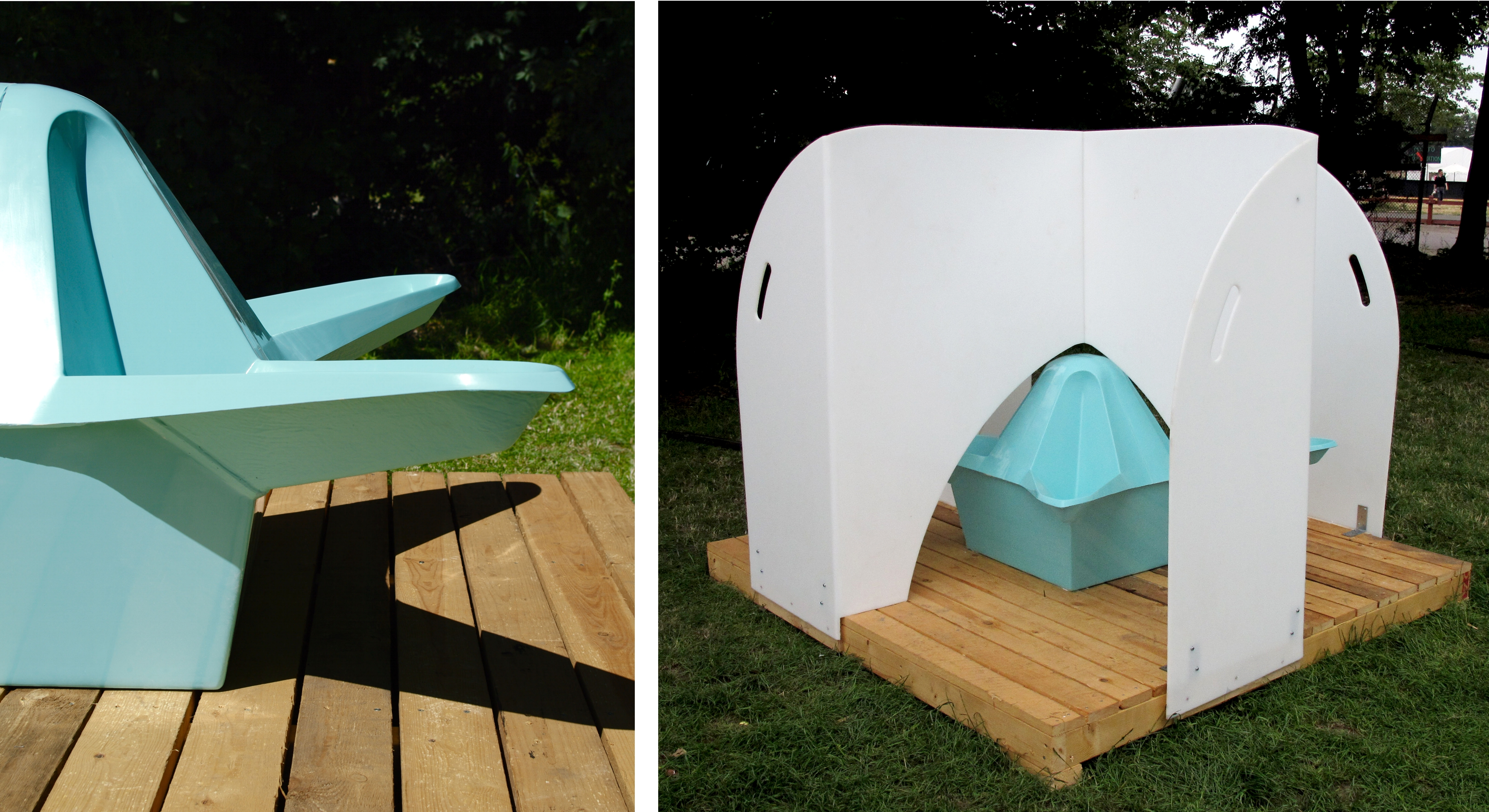
Pollee – ein mobiles Frauenurinal für den Außenbereich

Auf dem Roskilde-Festival 2011 wurde das weltweit erste mobile Urinal für Frauen unter dem Namen Pollee vorgestellt und erwies sich als großer Erfolg. Das Pollee-Urinal ist vorwiegend für Open-Air-Veranstaltungen, insbesondere Musik-Festivals vorgesehen und wird als Frauenurinal vertrieben, lässt sich prinzipiell jedoch auch als Unisex-Urinal nutzen.
Seit 2019 ist unter dem Namen LaPee das Nachfolgemodell im Einsatz. Während Pollee als Prototyp die Einsatzmöglichkeiten für ein mobiles Frauenurinal testen sollte, kann LaPee industriell gefertigt werden und ist in die Systeme bestehender Sanitäranbieter integrierbar.
Ähnlich dem LaPee wird seit 2020 von dem britischen Startup Peequal (engl. „pee“=Pinkeln, „equal“=Gleichheit) ein Frauenurinal für den mobilen Einsatz auf Festivals entwickelt.
Eine besondere Bauform stellt das seit 2018 verfügbare Missoir dar. Dieses wird, anders als die bisher verfügbaren Modelle, in der Vollhocke statt in der oben beschriebenen Halbhocke benutzt und es ist sowohl für den mobilen, temporären Einsatz auf Veranstaltungen als auch in einer stationären Bauform für öffentliche Toiletten vorgesehen (seit 2021 findet sich eine festinstallierte Ausführung des Missoir im Berliner Volkspark Hasenheide). Auch in dieser Variante ist das Missoir ein Trockenurinal und kommt über spezielle Membran-Geruchsfiltersysteme ohne Wasserspülung aus.

### Unisex-Urinale für Frauen und Männer
Im Zuge der Entwicklung hin zu Unisex-Toiletten stehen Designer und Entwickler zunehmend vor der Herausforderung, geschlechtergerechte Lösungen zu schaffen. Verschiedene Modelle sind mittlerweile entstanden, die gleichermaßen von Frauen und Männern bequem genutzt werden können. Das „Urin*all“ wurde von zwei Schweizer Industriedesignerinnen der FHNW Hochschule für Gestaltung und Kunst in Basel entwickelt wurde: Frauen benutzen den vorderen Teil in Skifahrerhaltung, Männer aufrecht stehend, so dass die Möglichkeit des schnellen und berührungslosen Urinierens für Menschen jeden Geschlechts zur Verfügung steht – und damit mehr Geschlechtergerechtigkeit im öffentlichen Raum ermöglicht wird. Das Unisex-Urinal wurde nun von Valoo, dem Schweizer Netzwerk für nachhaltige Sanitärsysteme, mit dem Publikumspreis ausgezeichnet und wird derzeit in Zusammenarbeit mit dem Schweizer Sanitärtechnikunternehmen Urimat weiterentwickelt.
Sowohl in Austin (Texas) als auch in Berlin soll es in Zukunft Unisex-Toiletten mit Unisex-Urinalen geben, die von beiden Geschlechtern gemeinsam genutzt werden können.
In Berlin wurde mit dem Auslaufen des Betreibervertrages für öffentliche Toiletten mit der Wall GmbH ein neues Toilettenkonzept für den öffentlichen Raum der Stadt Berlin entwickelt. Wesentlicher Bestandteil der in Zukunft als Unisex-Toiletten geplanten Einrichtungen sind Urinale, die von beiden Geschlechtern genutzt werden können. Der Vorschlag der Planungskommission sah ursprünglich die Wahl des Girly von Catalano vor. Dieses sollte, obzwar als Frauenurinal konzipiert, auch von Männern benutzt werden können.

„Es gibt nämlich einige öffentliche Toilettenanlagen in der Stadt, die ausschließlich Pissoirs für Männer anbieten und Frauen und ihre Klobedürfnisse völlig ausschließen. Das ist im Sinne der Gleichstellung nicht akzeptabel, urteilt der Senat. Weil man keine Heerscharen wildpinkelnder Männer in der Stadt will, werden die Anlagen klugerweise nicht geschlossen, sondern in Unisextoiletten umgewandelt, die von allen Geschlechtern genutzt werden können […] Berlin hat sich des Problems jetzt heldenhaft angenommen und plant Urinale für Frauen und Männer in allen öffentlichen Toiletten. Das steht im Toilettenkonzept für Berlin, das der Umweltsenat mit der Firma Zebralog und der Technischen Universität Berlin letzte Woche vorgestellt hat. Für die Geschlechtergerechtigkeit […] Der Vorteil des Frauenurinals ist, dass es den Urinstrahl früher auffängt und so die ansonsten unvermeidliche Spritzerei vermeidet und so schlicht hygienischer ist. Das Urinal kann von beiden Geschlechtern benutzt werden. So ist an alles und jeden gedacht.“

Von 2023 bis 2024 wurden stadtweit an 24 verschiedenen Orten neue öffentliche Toiletten im Modellbetrieb errichtet. Diese wurden mit Urinalen ausgestattet, die unabhängig vom Geschlecht benutzt werden können. In den Toiletten der Firma Finizio gibt es dafür ein Unisex-Urinal, während die Firma EcoToiletten sich für getrennte Steh- und Hockurinale entschieden hat. Beide Varianten wurden in einer einjährigen Testphase evaluiert und im Ergebnis sehr gut angenommen: Jeweils über 90 Prozent der Nutzerinnen und Nutzern gaben an, dass die Benutzung der neuen Urinale sehr oder eher praktikabel ist.

## Gegenwärtige Verbreitung und aktuelle Entwicklungen

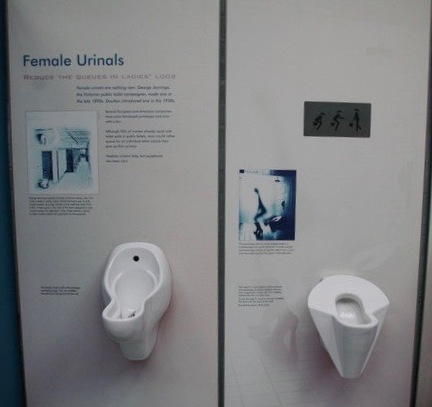
Verschiedene Bauformen von modernen Unisex- bzw. Frauenurinalen

Im Gegensatz zu einigen asiatischen Ländern, wo Frauenurinale auf öffentlichen Toiletten eine größere Verbreitung haben, ist in Deutschland im stationären Bereich der Anteil an Frauentoiletten mit Urinal nach wie vor gering. Während Urinale für Männer nahezu flächendeckend in öffentlichen Toiletten zu finden sind, stellen Damenurinale, die speziell für die Benutzung durch Frauen konzipiert sind, jedoch immer noch ein Nischenprodukt dar. Einer größeren Verbreitung steht ein grundlegendes Problem entgegen: Seinen wesentlichen Vorteil des weitaus geringeren Platzbedarfs im Vergleich zur Toilettenkabine kann das Urinal nur ausspielen, wenn es nicht ebenso in einer Kabine untergebracht ist. Auf Männertoiletten sind Urinale in aller Regel offen in Reihe angeordnet und, wenn überhaupt, nur mit einer Sichtblende getrennt. In dieser Anordnung lassen sich wesentlich mehr Urinale als Toiletten pro Flächeneinheit unterbringen, mit entsprechend kürzeren Wartezeiten. Diese Art der (in westlichen Ländern) ungewohnten Nutzung stehen jedoch kulturell geprägte Konventionen und Körpernormen entgegen, die einer Umsetzung in offener Bauweise bisher entgegenstehen. In weit größerem Ausmaß als für Männer wird Frauen in unserer Gesellschaft eine sozial-normative Erwartung auferlegt, den eigenen Körper bedeckt zu halten, und Körperfunktionen werden in größerem Maße tabuisiert. Diese sozialen Normen gehen mit internalisierter Körperscham einher. Was für viele Männer Normalität ist – vor den Augen anderer Personen zu urinieren, sei es in freier Natur oder am Urinal –, löst bei den meisten Frauen auch heutzutage Unbehagen und Schamgefühle aus.

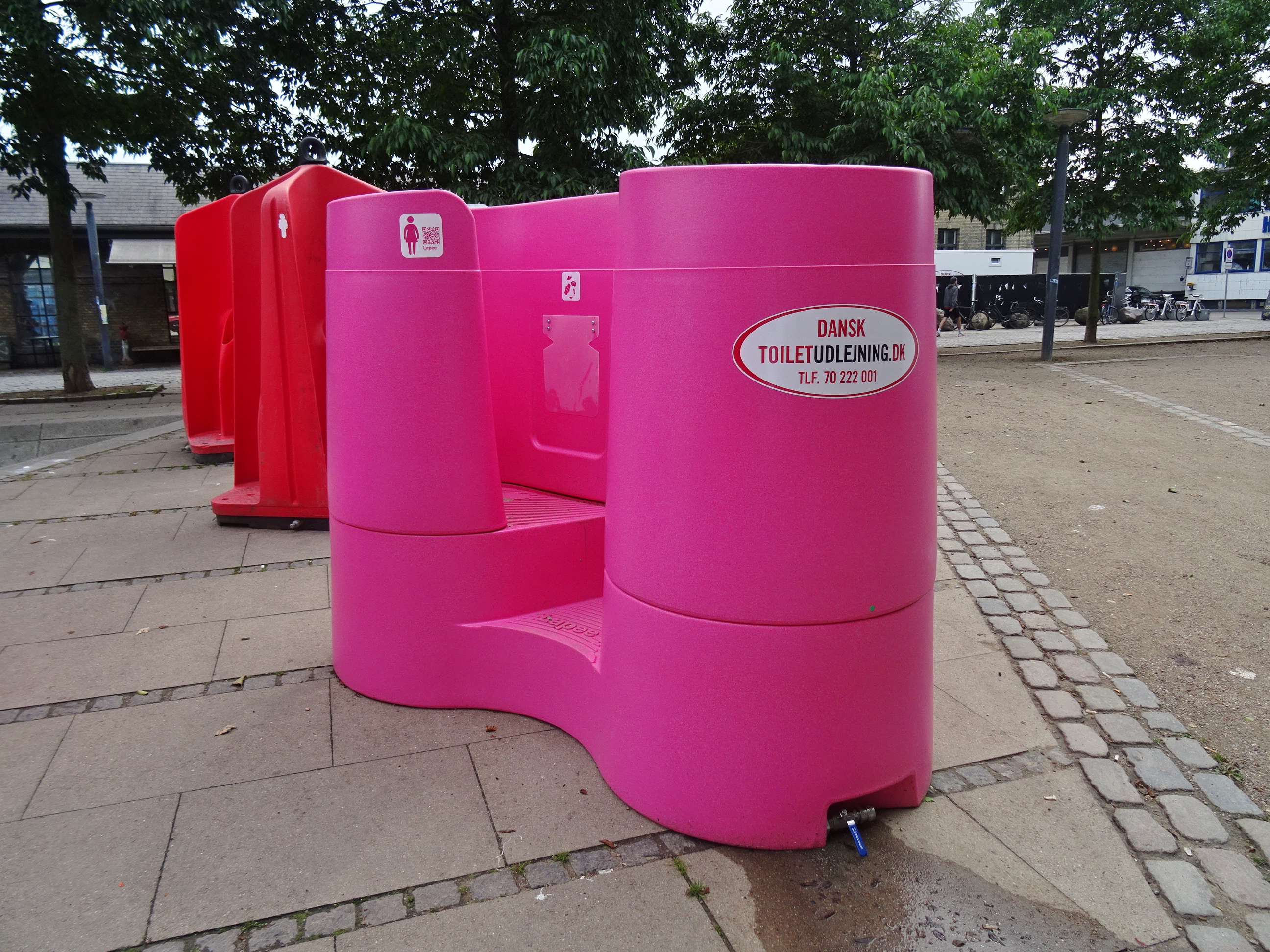
Lapee – Frauenurinal am Halmtorvet in Kopenhagen während der Fußball-Europameisterschaft 2021 (im Hintergrund mobile Urinale für Männer)

Sanitärwissenschaftler, Designer und Hersteller haben Produkte für Lebensbereiche entwickelt, in denen tradierte Normen und Konventionen die intendierte Nutzung weniger rigide einschränken:

„Tatsächlich scheint es für die meisten Frauen undenkbar, sich in einem nach vorne offenen Raum zwischen zwei niedrigen Trennwänden zu erleichtern […] Um etwas kulturell derart Ungewohntes in der breiten Bevölkerung zu etablieren, könnte man aber auch erst einmal dorthin schauen, wo es bereits funktioniert. Und sich an jenen orientieren, die per se offener sind für innovative Lösungen: junge Menschen. Auf Festivals und Open-Air-Events gelten andere Prioritäten, pragmatische Lösungen sind willkommen.“

Seit den 2010er Jahren finden Frauenurinale überwiegend im mobilen Außenbereich, auf Festivals, Konzerten und Großveranstaltungen eine stetig wachsende Verbreitung, da die Vorteile des Urinals, nämlich die schnelle, unkomplizierte und hygienische Benutzung sowie der geringere Platzverbrauch, genauso für Frauen gelten. In zunehmendem Maße werden Urinale entwickelt, die für alle Geschlechter nutzbar sind. Die Urinale werden bei Verfügbarkeit gut angenommen und verschiedene Umfragen ergeben eine positive Resonanz bei den befragten Frauen.

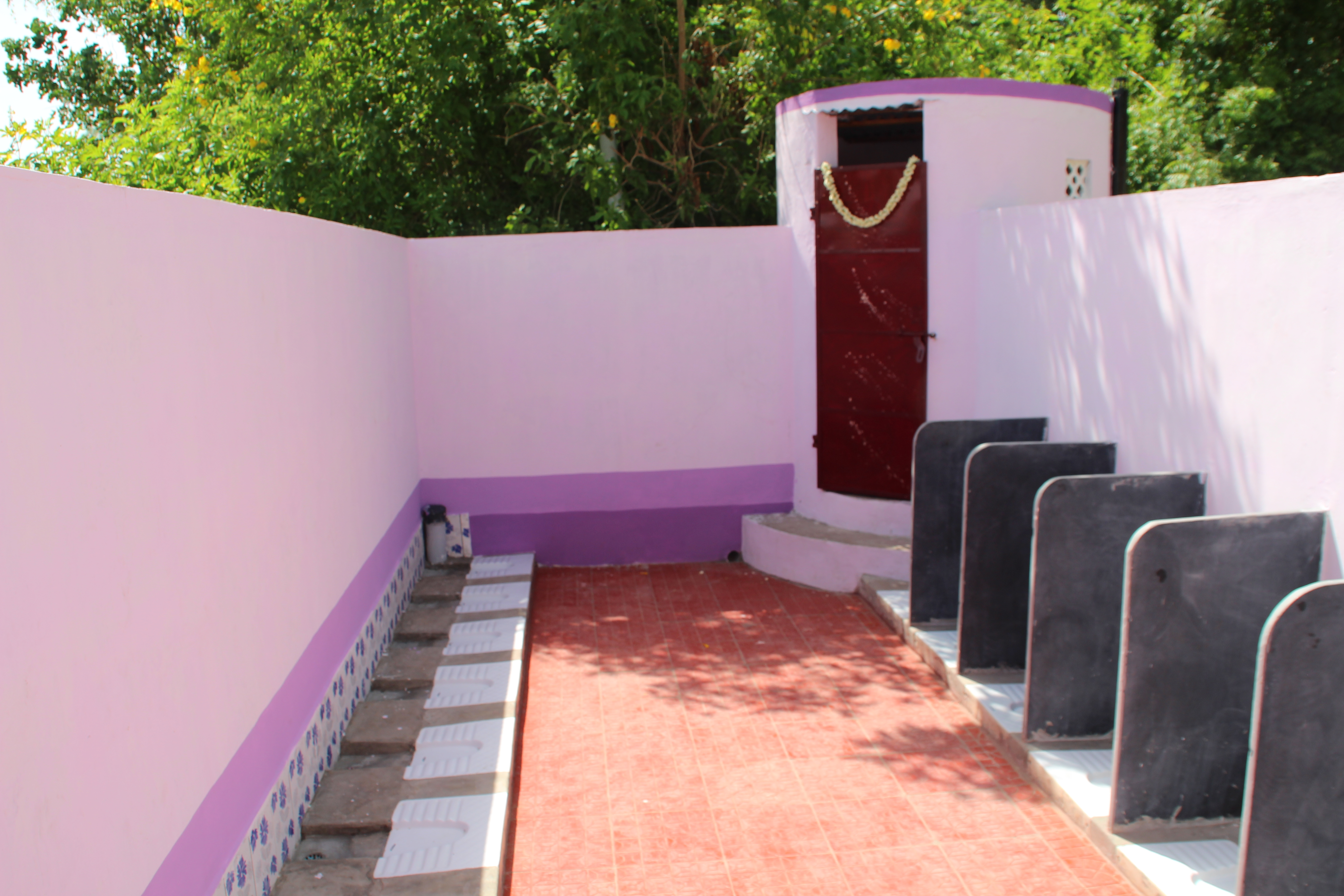
Urinale für Schülerinnen in der staatlichen Mittelschule in Peramathur, Indien

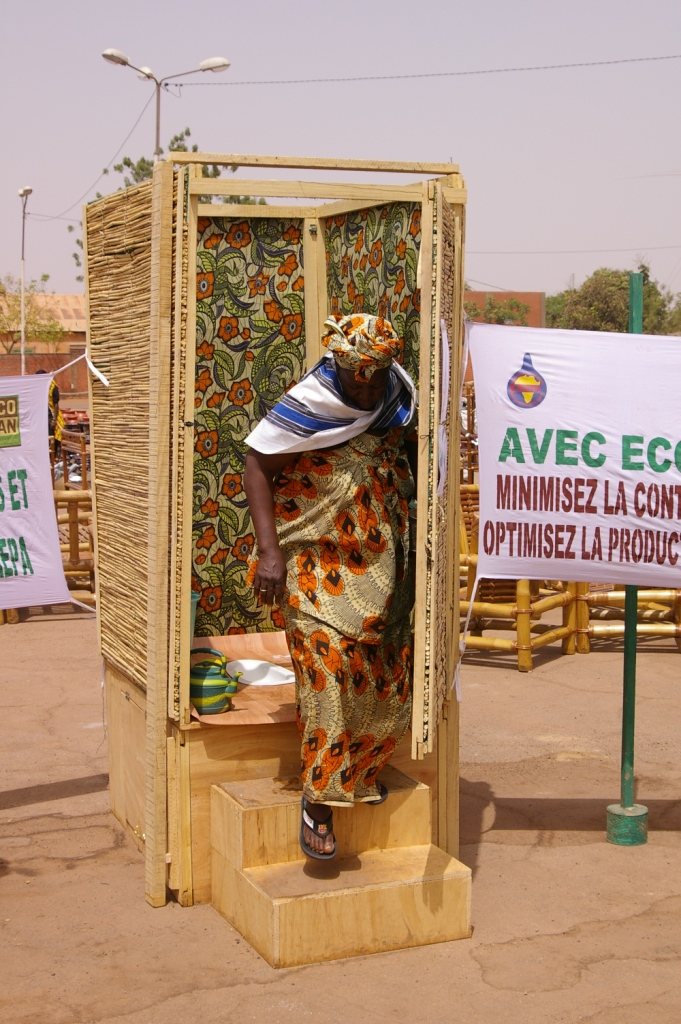
Mobiles Frauenurinal auf dem FESPACO in Burkina Faso

Laut Mete Demiriz, Professor für Sanitär- und Bädertechnik an der Westfälischen Hochschule Gelsenkirchen, stehen neben sozialen Konventionen auch ökonomische Erwägungen einer Verbreitung von Frauenurinalen entgegen:

„Für die Hersteller ist es nicht lukrativ, da sie mit jedem Frauenurinal weniger normale Toiletten verkaufen würden. Sowohl die Auswahl als auch die Produktion von öffentlichen Toiletten ist außerdem eine Männerdomäne. Wenn die Frauen da nicht kräftig mitmischen, wird daraus nichts. Es war einmal eine große deutsche Firma bei mir im Labor, die meine Entwicklung produzieren wollte. Es waren auch Sekretärinnen da, die sie ausprobiert haben. Dann hat die Frau des Vorstandsvorsitzenden gesagt: ‚Was für ein Quatsch, ich setze mich zu Hause immer drauf.‘ Damit war das wieder gestorben. Es ist aber ja gar nicht für zu Hause gedacht.“

So beschreibt auch die Autorin Caroline Criado-Perez in ihrem Buch „Unsichtbare Frauen“ dieses Thema. Frauen stellten die Hälfte der Weltbevölkerung dar und trotzdem lebe man in einer von männlichen Daten und Bedürfnissen orientierten Welt. Da müsse sich etwas ändern, damit Frauenurinale genauso Standard werden, wie es das Pissoir für Männer seit 200 Jahren ist.
Da die unzureichende Versorgung mit öffentlichen Toiletten in den Ländern des globalen Südens eine noch größere Problematik als in Westeuropa darstellt, werden in verschiedenen Ländern Konzepte entwickelt, wie Frauenurinale unter Aufwendung von wenig Kosten und Mitteln diese Versorgungslücke verringern können.

## Konzepte zur weiteren Integration in öffentliche Toiletten
Die verstärkte Einführung von Frauenurinalen wird von verschiedenen Expertinnen und Organisationen zur Herstellung einer geschlechtergerechten Sanitärsituation gefordert, wobei gleichwohl Probleme in der praktischen Umsetzung zu bewältigen sind.
Momentan werden in der Praxis zwei unterschiedliche Anordnungen umgesetzt: in Reihenanordnung (in der Regel mit Sichtschutzwand als Trennelement), vergleichbar zu Männerurinalen, und in Kabinen wie bei klassischen Toiletten. Letztere Lösung stellt jedoch eher einen Kompromiss dar, der wohl nicht zukunftsfähig ist. Ein Hauptvorteil gegenüber der klassischen Toilette, die geringe Baufläche, bleibt dabei ungenutzt. Während bei einer Reihenanordnung die Anzahl der Bedürfnisstätten merklich erhöht und damit eine schnellere Benutzung möglich wird, bleibt diese bei Kabinenanordnung gleich, wobei die klassische Toilette dabei noch in ihrer Funktion eingeschränkt wird. Die Kabinenlösung wird öfters mit dem Argument verwendet, dass die Urinalbenutzung für Frauen ungewohnt und mit Schamgefühlen verbunden sei. Dies jedoch ist auch bei Männern oft der Fall, es bleibt allerdings immer die Möglichkeit, auf eine klassische Sitztoilette auszuweichen, sofern die Urinalbenutzung mit Schamgefühlen (z. B. bei Paruresis) verbunden ist.
Diese Problematik entsteht umso mehr im Rahmen der zunehmenden Entwicklung hin zu Unisex-Toiletten für Männer und Frauen. Eine Zusammenlegung der Toiletten wirft die Frage auf, wie Urinale für beide Geschlechter im Raum anzuordnen sind. Während Toiletten üblicherweise in Kabinen mit abschließbaren Türen untergebracht sind, werden in geschlechtsgetrennten Toilettenräumen Urinale in der Regel frei im Raum in Reihenanordnung installiert. Diese Bauweise führt zu einem geringeren Platzverbrauch und somit zu mehr Möglichkeiten zum Urinieren, neben hygienischen und wirtschaftlichen Gründen ein Hauptvorteil der Urinale. Eine Möglichkeit bestände darin, Urinale weiterhin in Reihenanordnung anzubieten. Diese könnten, ob getrennt in Männer- und Frauenurinale oder als Unisex-Urinale, durch sogenannte Urinaltrennwände getrennt sein. Fraglich ist jedoch, ob die, gegenüber herkömmlichen Toiletten, geringere Privatsphäre auf Akzeptanz stoßen würde. Aufgrund soziokultureller Konventionen erscheint die offene, gemeinschaftliche Nutzung von Urinalen durch Männer und Frauen gegenwärtig für viele Nutzer und Nutzerinnen ungewöhnlich. Eine Alternative würde darin bestehen, Urinale für beide Geschlechter zukünftig in Kabinen unterzubringen oder weiterhin nur für Männer anzubieten. Damit wären jedoch die oben genannten Vorteile der Urinale zumindest eingeschränkt. Der Jurist, Autor und Moderator Marcus Werner sieht entsprechend einen wesentlichen Nachteil in Unisex-Toiletten, wenn diese zu einer Abschaffung der Urinale in klassischer Reihenanordnung führen würden:

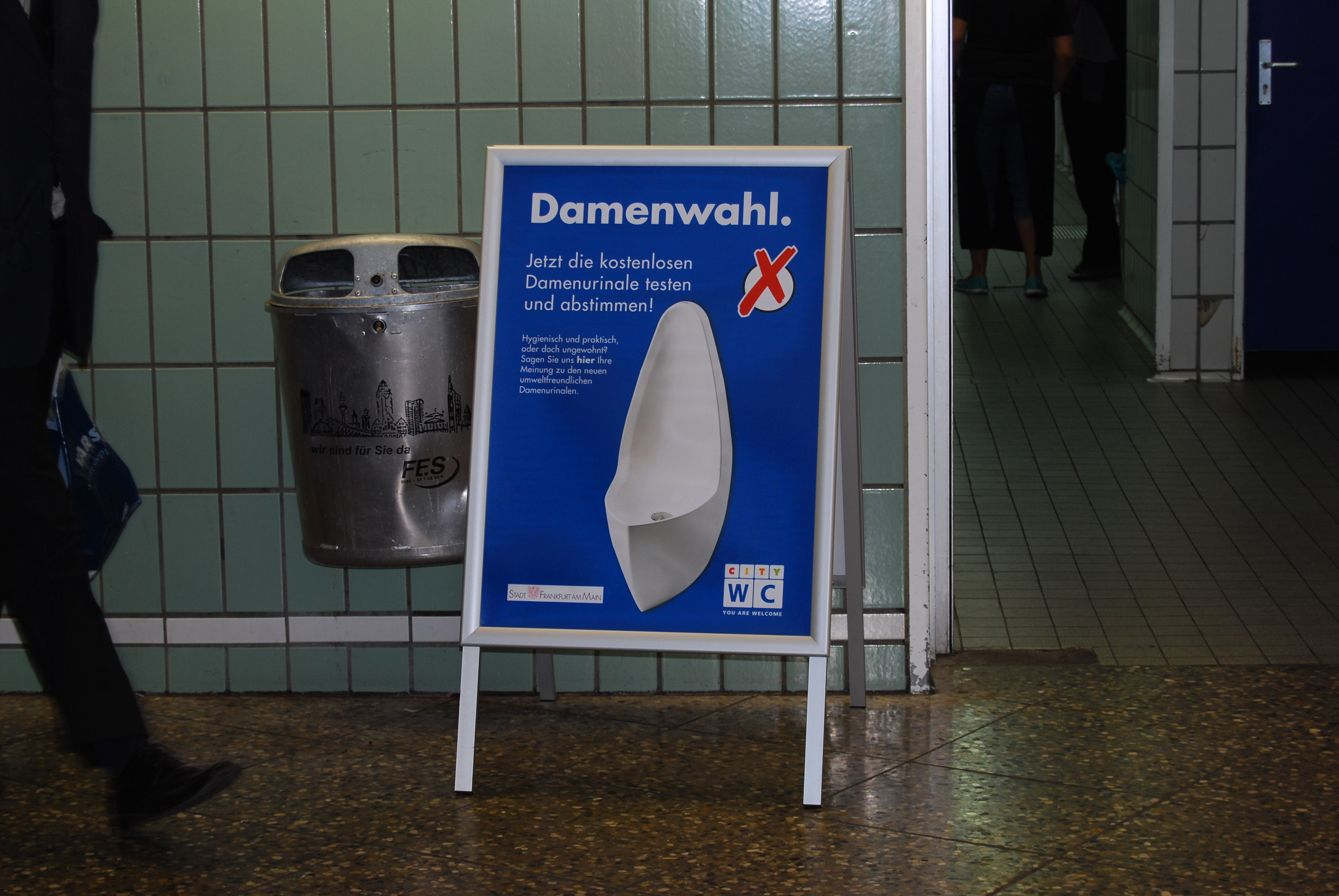
Hinweis auf die Frauenurinale vor einer öffentlichen Toilette in Frankfurt/Main

„Deshalb wäre es sehr, sehr traurig, wenn der Unisex-Klo-Trend am Ende dazu führt, dass Männer in der Schlange stehen müssen, weil jedes Urinal in einer Kabine untergebracht wäre, was die Anzahl der Becken dramatisch verringern würde. Das wäre in Summe über alle Gender gerechnet Zeitverschwendung. Männer verlieren Zeit, ohne dass Frauen welche gewinnen […] Dort kann es ja gerne Unisex-Urinale geben. Aber bitte außerdem noch die ergonomisch in Reihe montierbaren (Männer-)Pissoire. Das entlastet alle.“

In Kabinen angeordnete Urinale konnten sich in bisherigen Konzepten oftmals nicht durchsetzen, die Vorteile gegenüber herkömmlichen Toiletten waren aufgrund des gleichbleibenden Platzbedarfs nicht ersichtlich. Nach 13 Jahren wurden im August 2015 mangels Interesses die vier Damen-Urinale im Salzburger Kongresshaus entfernt. Sie wurden wieder durch herkömmliche Sitzklosetts ersetzt.
In den 2017 für Austin (Texas) geplanten Unisex-Toiletten sollen sich die Urinale in einem vom Eingangsbereich durch eine Tür abgetrennten Bereich befinden. Diese werden als Unisex-Urinale ausgelegt und sind innerhalb dieses Bereichs offen in Reihe angeordnet. Damit würden (sofern nicht eine, weiterhin vorhandene, Toilettenkabine aufgesucht wird) Männer und Frauen gemeinsam nebeneinander frei im Raum befindliche Urinale benutzen. Dem planführenden Architekten Richard Weiss zufolge würde somit eine größtmögliche Wahlfreiheit für alle Geschlechter geschaffen:

„Das ultimative Ziel ist, dass jeder in der Lage sein sollte, das zu tun, was er tun möchte, wo er es tun will.“